# ایوو کاپرینو
ایوو کاپرینو (انگلیسی: Ivo Caprino; ۱۷ فوریهٔ ۱۹۲۰ – ۸ فوریهٔ ۲۰۰۱) کارگردان فیلم، فیلم‌نامه‌نویس اهل نروژ بود.
وی همچنین برندهٔ جوایزی همچون نشان شایستگی از جمهوری ایتالیا شده‌است.